# Contea di Ringkjøbing
La contea del Ringkjøbing (in danese Ringkjøbing Amt) era una delle 13 contee della Danimarca; le contee sono state abolite con la riforma amministrativa entrata in vigore il 1º gennaio del 2007 e sono state sostituite da cinque regioni.

## Comuni
(Popolazione al 1º gennaio 2006)
| - Comune di Aaskov (7.076) - Comune di Aulum-Haderup (6.757) - Comune di Brande (8.919) - Comune di Egvad (9.460) - Comune di Herning (59.511) - Comune di Holmsland (5.193) - Comune di Holstebro (41.479) - Comune di Ikast (23.402) - Comune di Lemvig (17.899) | - Comune di Ringkøbing (17.868) - Comune di Skjern (13.146) - Comune di Struer (19.113) - Comune di Thyborøn-Harboøre (4.584) - Comune di Thyholm (3.582) - Comune di Trehøje (9.986) - Comune di Ulfborg-Vemb (6.938) - Comune di Videbæk (12.107) - Comune di Vinderup (8.045) |